# Нахшон (кибуц)
Нахшон (ивр. נַחְשׁוֹן‎) — кибуц в центральной части Израиля. Расположен в долине Аялон к юго-западу от Модиина. Он находится под юрисдикцией регионального совета Мате-Иегуда. В 2020 году его население составляло 589 человек.

## История
Деревня была основана в 1950 году репатриантами из организации «Ха-шомер ха-цаир». Он был назван в честь операции «Нахшон», которая открыла дорогу в Иерусалим во время Войны за независимость Израиля.
После Шестидневной войны 1967 года около 80 египетских солдат были похоронены в братской могиле на полях кибуца «Нахшон». Позже это поле было превращено в туристическую достопримечательность, получившую название «Мини-Израиль».

## Население
По данным Центрального статистического бюро Израиля, население на начало 2020 года составляло 589 человек.